# A Paksi FC 2006–2007-es szezonja
A Paksi FC 2006–2007-es szezonja szócikk a Paksi FC első számú férfi labdarúgócsapatának egy szezonjáról szól, mely az első első osztályú idény volt a csapat történetében. A klub fennállásának ekkor volt az 54. évfordulója.

## Mérkőzések
| Színmagyarázat | Színmagyarázat |
| -------------- | -------------- |
|                | Győzelem.      |
|                | Döntetlen.     |
|                | Vereség.       |

### Borsodi Liga 2006–07

#### Őszi fordulók
| 1. forduló 2006. július 28. 19:00 |

| Dunakanyar-Vác                   | 0 – 2               | Paksi FC                                            |
| -------------------------------- | ------------------- | --------------------------------------------------- |
| Dudás 29' Gáspár 56' Kulcsár 58' | (0 – 2) Jegyzőkönyv | Buzás 13' (11-esből) Kiss 40' Tamási 20' Molnár 23' |

| Ligeti Stadion, Vác Nézőszám: 1 000 Játékvezető: Iványi Zoltán (magyar) |

| 2. forduló 2006. augusztus 6. 17:30 |

| Paksi FC                             | 0 – 0               | Debreceni VSC          |
| ------------------------------------ | ------------------- | ---------------------- |
| Molnár 20′, 78′ Tamási 35' Fehér 85′ | (0 – 0) Jegyzőkönyv | Éger 35' Komlósi 90+1' |

| Fehérvári úti stadion, Paks Nézőszám: 5 000 Játékvezető: Bede Ferenc (magyar) |

| 3. forduló 2006. augusztus 19. 17:30 |

| FC Tatabánya                                        | 3 – 0               | Paksi FC                                                  |
| --------------------------------------------------- | ------------------- | --------------------------------------------------------- |
| Csopaki 19' Kouemaha 44' 73' Nečas 22' Gulyás 90+1' | (2 – 0) Jegyzőkönyv | Ambrus 45' Barics 68' Horváth 89' Tamási 90+4' Báló 90+4' |

| Városi Stadion, Tatabánya Nézőszám: 2 000 Játékvezető: Szabó Zsolt (magyar) |

| 4. forduló 2006. augusztus 27. 17:30 |

| Paksi FC                  | 0 – 2               | FC Fehérvár                                    |
| ------------------------- | ------------------- | ---------------------------------------------- |
| Belényesi 36' Kóczián 89' | (0 – 0) Jegyzőkönyv | Csizmadia 47' Sitku 67' Schwarcz 23' Božić 60' |

| Fehérvári úti stadion, Paks Nézőszám: 3 000 Játékvezető: Kassai Viktor (magyar) |

| 5. forduló 2006. szeptember 10. 19:00 |

| MTK Budapest                    | 1 – 0               | Paksi FC                 |
| ------------------------------- | ------------------- | ------------------------ |
| Urbán 78' Hrepka 23' Pollák 59' | (0 – 0) Jegyzőkönyv | Barics 37' Horváth 90+4′ |

| Hidegkuti Nándor Stadion, Budapest Nézőszám: 1 000 Játékvezető: Fábián Mihály (magyar) |

| 6. forduló 2006. szeptember 16. 16:00 |

| Paksi FC                                         | 2 – 1               | Diósgyőr                                        |
| ------------------------------------------------ | ------------------- | ----------------------------------------------- |
| Báló 12' Belényesi 19' Molnár 15' Benedeczki 44' | (2 – 1) Jegyzőkönyv | Simon 5' Farkas 34' Buz 49' Elek 66' Katona 89′ |

| Fehérvári úti stadion, Paks Nézőszám: 1 000 Játékvezető: Vad II. István (magyar) |

| 7. forduló 2006. szeptember 23. 14:00 |

| Győri ETO                               | 2 – 1               | Paksi FC                         |
| --------------------------------------- | ------------------- | -------------------------------- |
| Bajzát 62' Tokody 72' Zsók 6' Hanák 80' | (0 – 0) Jegyzőkönyv | Heffler 75' Zováth 36' Varga 86' |

| Nádorvárosi Stadion, Győr Nézőszám: 3 000 Játékvezető: Szilasi Szabolcs (magyar) |

| 8. forduló 2006. szeptember 30. 16:00 |

| Paksi FC                            | 1 – 1               | Újpest                         |
| ----------------------------------- | ------------------- | ------------------------------ |
| Varga 86' 88' Tamási 55' Báló 90+3' | (0 – 1) Jegyzőkönyv | Rajczi 28' Erős 14' Hullám 80' |

| Fehérvári úti stadion, Paks Nézőszám: 5 000 Játékvezető: Gergely Sándor (magyar) |

| 9. forduló 2006. október 14. 15:00 |

| Rákospalotai EAC                             | 4 – 3               | Paksi FC                        |
| -------------------------------------------- | ------------------- | ------------------------------- |
| Cseri 23' Bárányos 30' Torma 45' Nyerges 55' | (3 – 0) Jegyzőkönyv | Kiss 58' Heffler 71' Molnár 89' |

| Budai II László Stadion, Budapest Nézőszám: 600 Játékvezető: Iványi Zoltán (magyar) |

| 10. forduló 2006. október 21. 14:30 |

| Paksi FC                                                          | 2 – 0               | Zalaegerszegi TE |
| ----------------------------------------------------------------- | ------------------- | ---------------- |
| Buzás 50' Kiss 69' Horváth 2' Salamon 3' Molnár 60' Montvai 90+1' | (0 – 0) Jegyzőkönyv |                  |

| Fehérvári úti stadion, Paks Nézőszám: 2 000 Játékvezető: Szabó Zsolt (magyar) |

| 11. forduló 2006. október 28. 18:00 |

| FC Sopron                               | 1 – 3               | Paksi FC                                                |
| --------------------------------------- | ------------------- | ------------------------------------------------------- |
| Bagoly 45+1' 24' Demjén 40' Horváth 78′ | (1 – 2) Jegyzőkönyv | Kóczián 26' Belényesi 32' Varga 80' Tamási 43' Tóth 54' |

| Káposztás utcai Stadion, Sopron Nézőszám: 2 500 Játékvezető: Bognár Tamás (magyar) |

| 12. forduló 2006. november 4. 13:30 |

| Paksi FC | 0 – 1               | Pécsi MFC           |
| -------- | ------------------- | ------------------- |
| Kiss 80' | (0 – 1) Jegyzőkönyv | Lantos 14' Pest 58' |

| Fehérvári úti stadion, Paks Nézőszám: 1 000 Játékvezető: Sápi Csaba (magyar) |

| 13. forduló 2006. november 13. 18:00 |

| Budapest Honvéd     | 0 – 0               | Paksi FC               |
| ------------------- | ------------------- | ---------------------- |
| Dobos 47' Dancs 64' | (0 – 0) Jegyzőkönyv | Tamási 46′ Kóczián 77' |

| Béke téri stadion, Budapest Nézőszám: 500 Játékvezető: Fábián Mihály (magyar) |

| 14. forduló 2006. november 17. 18:00 |

| Vasas               | 0 – 1               | Paksi FC                                                              |
| ------------------- | ------------------- | --------------------------------------------------------------------- |
| Kincses 9' Bali 61' | (0 – 0) Jegyzőkönyv | Zováth 74' 30' Molnár 33' Barics 44' Fehér 54' Buzás 56' Mészáros 85' |

| Illovszky Rudolf Stadion, Budapest Nézőszám: 1 200 Játékvezető: Vad II. István (magyar) |

| 15. forduló 2006. november 25. 13:00 |

| Paksi FC                | 1 – 0               | Kaposvári Rákóczi                |
| ----------------------- | ------------------- | -------------------------------- |
| Belényesi 20' Fehér 68' | (1 – 0) Jegyzőkönyv | Vasiljević 69' André Alves 90+1' |

| Fehérvári úti stadion, Paks Nézőszám: 1 000 Játékvezető: Iványi Zoltán (magyar) |

| 16. forduló 2006. december 2. 13:30 |

| Paksi FC                                       | 0 – 0               | Dunakanyar-Vác                   |
| ---------------------------------------------- | ------------------- | -------------------------------- |
| Heffler 69' Fehér 83' Zováth 87' Kóczián 90+3' | (0 – 0) Jegyzőkönyv | Svintek 37' Gáspár 55' Dudás 62' |

| Fehérvári úti stadion, Paks Nézőszám: 500 Játékvezető: Szabó Zsolt (magyar) |

| 17. forduló 2006. december 10. 15:00 |

| Debreceni VSC                      | 1 – 0               | Paksi FC                                 |
| ---------------------------------- | ------------------- | ---------------------------------------- |
| Ferreira 85' Vukmir 8' Leandro 88' | (0 – 0) Jegyzőkönyv | Tamási 11' Tóth 63' Buzás 90' Kiss 90+2' |

| Oláh Gábor utcai stadion, Debrecen Nézőszám: 7 000 Játékvezető: Arany Tamás (magyar) |

#### Tavaszi fordulók
| 18. forduló 2007. február 24. 14:00 |

| Paksi FC | 0 – 1               | FC Tatabánya                      |
| -------- | ------------------- | --------------------------------- |
|          | (0 – 1) Jegyzőkönyv | Kouemaha 1' Balogh 10' Balázs 87' |

| Fehérvári úti stadion, Paks Nézőszám: 1 500 Játékvezető: Bede Ferenc (magyar) |

| 19. forduló 2007. március 3. 16:00 |

| FC Fehérvár                                         | 1 – 1               | Paksi FC                                                        |
| --------------------------------------------------- | ------------------- | --------------------------------------------------------------- |
| Kuttor 81' 86' Dajić 67' Mohl 73′, 90+2′ Farkas 89′ | (0 – 1) Jegyzőkönyv | Kiss 11' Mészáros 58' Tamási 76' Báló 85' Salamon 86' Varga 88' |

| Sóstói Stadion, Székesfehérvár Nézőszám: 1 000 Játékvezető: Kassai Viktor (magyar) |

| 20. forduló 2007. március 10. 14:30 |

| Paksi FC                                                         | 3 – 1               | MTK Budapest                                             |
| ---------------------------------------------------------------- | ------------------- | -------------------------------------------------------- |
| Lambulić 1' (öngól) Kiss 30' Belényesi 74' Tamási 58' Molnár 67' | (2 – 0) Jegyzőkönyv | Kanta 61' (11-esből) 60' Németh 38' Kriston 65′ Végh 74' |

| Fehérvári úti stadion, Paks Nézőszám: 1 000 Játékvezető: Bognár Tamás (magyar) |

| 21. forduló 2007. március 17. 15:00 |

| Diósgyőr                                    | 2 – 1               | Paksi FC                                             |
| ------------------------------------------- | ------------------- | ---------------------------------------------------- |
| Rubint 21' Farkas 34' (11-esből) Huszák 72' | (2 – 0) Jegyzőkönyv | Katona 87' (öngól) Mészáros 38' Heffler 54' Böde 63' |

| DVTK-stadion, Miskolc Nézőszám: 2 500 Játékvezető: Pánczél Krisztián (magyar) |

| 22. forduló 2007. március 31. 15:00 |

| Paksi FC                             | 2 – 2               | Győri ETO                                            |
| ------------------------------------ | ------------------- | ---------------------------------------------------- |
| Horváth 55' 86' Molnár 61' Varga 89' | (0 – 1) Jegyzőkönyv | Brnović 15' Stark 85' (11-esből) Bajzát 26' Bank 50' |

| Fehérvári úti stadion, Paks Nézőszám: 1 500 Játékvezető: Sápi Csaba (magyar) |

| 23. forduló 2007. április 9. 18:00 |

| Újpest                             | 3 – 2               | Paksi FC                                               |
| ---------------------------------- | ------------------- | ------------------------------------------------------ |
| Vaskó 39' 61' Tisza 80' Vermes 70' | (1 – 0) Jegyzőkönyv | Heffler 46' (11-esből) 90+1' (11-esből) 47' Tamási 53' |

| Szusza Ferenc Stadion, Budapest Nézőszám: 3 120 Játékvezető: Andó-Szabó Sándor (magyar) |

| 24. forduló 2007. április 14. 17:00 |

| Paksi FC                                            | 1 – 1               | Rákospalotai EAC                             |
| --------------------------------------------------- | ------------------- | -------------------------------------------- |
| Balaskó 24' 21′, 24′ Molnár 27' Zováth 45' Kiss 56' | (1 – 0) Jegyzőkönyv | Horváth 83' Sallai 45′ Török 80' Nyerges 90' |

| Fehérvári úti stadion, Paks Nézőszám: 1 000 Játékvezető: Berger József (magyar) |

| 25. forduló 2007. április 21. 18:00 |

| Zalaegerszegi TE                                                | 4 – 0               | Paksi FC                         |
| --------------------------------------------------------------- | ------------------- | -------------------------------- |
| Waltner 7' Salamon 11' (öngól) Józsi 23' Dovičovič 73' Kádár 8' | (3 – 0) Jegyzőkönyv | Mészáros 20' Böde 38' Molnár 73' |

| ZTE Aréna, Zalaegerszeg Nézőszám: 3 000 Játékvezető: Szilasi Szabolcs (magyar) |

| 26. forduló 2007. április 28. 16:00 |

| Paksi FC  | 1 – 0               | FC Sopron  |
| --------- | ------------------- | ---------- |
| Buzás 85' | (0 – 0) Jegyzőkönyv | Sifter 62' |

| Fehérvári úti stadion, Paks Nézőszám: 1 500 Játékvezető: Iványi Zoltán (magyar) |

- A jegyzőkönyvből nem derül ki a gólszerző.

| 27. forduló 2007. május 5. 18:00 |

| Pécsi MFC                          | 0 – 2               | Paksi FC                                                  |
| ---------------------------------- | ------------------- | --------------------------------------------------------- |
| Sólyom 1′ Dienes 23' Pavičević 28' | (0 – 2) Jegyzőkönyv | Horváth 28' Fehér 85' 66' Tamási 34' Molnár 82' Buzás 88' |

| PMFC Stadion, Pécs Nézőszám: 1 500 Játékvezető: Szabó Zsolt (magyar) |

| 28. forduló 2007. május 12. 17:30 |

| Paksi FC             | 1 – 2               | Budapest Honvéd                      |
| -------------------- | ------------------- | ------------------------------------ |
| Csehi 32' Zováth 45' | (1 – 1) Jegyzőkönyv | Bogdanović 24' 64' 67' Mogyorósi 30' |

| Fehérvári úti stadion, Paks Nézőszám: 2 500 Játékvezető: Arany Tamás (magyar) |

| 29. forduló 2007. május 19. 18:00 |

| Paksi FC                                                                         | 4 – 2               | Vasas                                                        |
| -------------------------------------------------------------------------------- | ------------------- | ------------------------------------------------------------ |
| Buzás 24' (11-esből) Heffler 42' Horváth 68' Belényesi 72' Tamási 15' Molnár 30' | (2 – 0) Jegyzőkönyv | Nagy 71' Kincses 87' Pintér 20′, 22′ Balog 23' Kenesei 90+2' |

| Fehérvári úti stadion, Paks Nézőszám: 1 500 Játékvezető: Bede Ferenc (magyar) |

| 30. forduló 2007. május 26. 18:00 |

| Kaposvári Rákóczi                   | 2 – 0               | Paksi FC   |
| ----------------------------------- | ------------------- | ---------- |
| Oláh 77' André Alves 84' Petrók 26' | (0 – 0) Jegyzőkönyv | Tamási 88' |

| Rákóczi Stadion, Kaposvár Nézőszám: 2 000 Játékvezető: Gergely Sándor (magyar) |

#### A bajnokság végeredménye
| #  | Csapat            | J  | Gy | D  | V  | Rg | Kg | Gk  | P  | Megjegyzés      |
| -- | ----------------- | -- | -- | -- | -- | -- | -- | --- | -- | --------------- |
| 1  | Debreceni VSC     | 30 | 22 | 3  | 5  | 63 | 21 | +42 | 69 | Bajnokok ligája |
| 2  | MTK Budapest      | 30 | 19 | 4  | 7  | 61 | 33 | +28 | 61 | UEFA-kupa       |
| 3  | Zalaegerszegi TE  | 30 | 17 | 4  | 9  | 54 | 38 | +16 | 55 |                 |
| 4  | Újpest            | 30 | 15 | 4  | 11 | 39 | 32 | +7  | 46 | [ 3 ]           |
| 5  | Vasas             | 30 | 13 | 6  | 11 | 43 | 41 | +2  | 45 |                 |
| 6  | FC Fehérvár       | 30 | 13 | 5  | 12 | 45 | 43 | +2  | 44 |                 |
| 7  | Kaposvári Rákóczi | 30 | 12 | 5  | 13 | 40 | 36 | +4  | 41 |                 |
| 8  | Budapest Honvéd   | 30 | 11 | 8  | 11 | 48 | 43 | +5  | 41 | UEFA-kupa       |
| 9  | Diósgyőr          | 30 | 11 | 5  | 14 | 40 | 52 | -12 | 38 |                 |
| 10 | FC Sopron         | 30 | 11 | 4  | 15 | 33 | 46 | -13 | 37 |                 |
| 11 | Paksi FC          | 30 | 10 | 7  | 13 | 34 | 38 | -4  | 37 |                 |
| 12 | FC Tatabánya      | 30 | 11 | 3  | 16 | 46 | 58 | -12 | 36 |                 |
| 13 | Győri ETO         | 30 | 9  | 8  | 13 | 37 | 43 | -6  | 35 |                 |
| 14 | Rákospalotai EAC  | 30 | 9  | 7  | 14 | 42 | 55 | -13 | 34 |                 |
| 15 | Pécsi MFC         | 30 | 7  | 12 | 11 | 31 | 41 | -10 | 33 | Kieső           |
| 16 | Dunakanyar-Vác    | 30 | 4  | 7  | 19 | 21 | 57 | -36 | 19 | Kieső           |

1. ↑  A Bajnokok Ligája selejtezőjének második körébe jut
2. ↑  Az UEFA-kupa selejtezőjének első fordulójába jut
3. ↑  az Újpest FC 3 pont levonást kapott
4. ↑  Az UEFA-kupa selejtezőjének első fordulójába jut (Magyar Kupa győztesként)

#### Eredmények összesítése
Az alábbi táblázatban összesítve szerepelnek a Paksi FC 2006/07-es bajnokságban elért eredményei.
| Ősz/tavasz (forduló)    | Otthon | Otthon | Otthon | Otthon | Otthon | Otthon | Otthon | Idegenben | Idegenben | Idegenben | Idegenben | Idegenben | Idegenben | Idegenben |
| Ősz/tavasz (forduló)    | M      | GY     | D      | V      | LG–KG  | GK     | P      | M         | GY        | D         | V         | LG–KG     | GK        | P         |
| ----------------------- | ------ | ------ | ------ | ------ | ------ | ------ | ------ | --------- | --------- | --------- | --------- | --------- | --------- | --------- |
| Őszi szezon (1–15.)     | 8      | 2      | 3      | 3      | 6–5    | +1     | 9      | 9         | 4         | 1         | 4         | 10–12     | –2        | 13        |
| Tavaszi szezon (16–30.) | 7      | 3      | 2      | 2      | 12–9   | +3     | 11     | 6         | 1         | 1         | 4         | 6–12      | –6        | 4         |
| Összesen (1–30.)        | 15     | 5      | 5      | 5      | 18–14  | +4     | 20     | 15        | 5         | 2         | 8         | 16–24     | –8        | 17        |

#### Helyezések fordulónként
| Forduló  | 1 | 2  | 3 | 4  | 5  | 6  | 7  | 8  | 9  | 10 | 11 | 12 | 13 | 14 | 15 | 16 | 17 | 18 | 19 | 20 | 21 | 22 | 23 | 24 | 25 | 26 | 27 | 28 | 29 | 30 |
| -------- | - | -- | - | -- | -- | -- | -- | -- | -- | -- | -- | -- | -- | -- | -- | -- | -- | -- | -- | -- | -- | -- | -- | -- | -- | -- | -- | -- | -- | -- |
| Helyszín | I | O  | I | O  | I  | O  | I  | O  | I  | O  | I  | O  | I  | I  | O  | O  | I  | O  | I  | O  | I  | O  | I  | O  | I  | O  | I  | O  | O  | I  |
| Eredmény | D | GY | D | V  | V  | GY | V  | D  | V  | GY | GY | V  | D  | GY | GY | D  | V  | V  | D  | GY | V  | D  | V  | D  | V  | GY | GY | V  | GY | V  |
| Helyezés | 2 | 4  | 9 | 13 | 14 | 9  | 11 | 12 | 12 | 11 | 10 | 10 | 11 | 9  | 7  | 8  | 8  | 10 | 11 | 9  | 11 | 11 | 13 | 12 | 14 | 10 | 10 | 11 | 11 | 11 |

Helyszín: O = Otthon; I = Idegenben. Eredmény: GY = Győzelem; D = Döntetlen; V = Vereség.

### Magyar kupa
4. forduló
| 2006. október 25. 13:30 |

| Dunaújváros FC                    | 2 – 0       | Paksi FC                    |
| --------------------------------- | ----------- | --------------------------- |
| Potemkin Riedl Tóth 83' Grósz 88' | Jegyzőkönyv | Tóth 23' Báló 53' Buzás 70' |

| Dunaújváros |